# Barjora
Barjora é uma vila no distrito de Bankura, no estado indiano de Bengala Ocidental.

## Geografia
Barjora está localizada a 23° 26′ N, 87° 17′ L. Tem uma altitude média de 75 metros (246 pés).

## Demografia
Segundo o censo de 2001, Barjora tinha uma população de 11 509 habitantes. Os indivíduos do sexo masculino constituem 52% da população e os do sexo feminino 48%. Barjora tem uma taxa de literacia de 73%, superior à média nacional de 59,5%; com 57% para o sexo masculino e 43% para o sexo feminino. 9% da população está abaixo dos 6 anos de idade.